# Diceratidae
Famille
Les Diceratidae constituent une famille éteinte de rudistes, mollusques bivalves dissymétriques, vivants fixés au fond de la mer. Ils ont vécu au Jurassique supérieur et au Crétacé inférieur.
Ne pas confondre avec les Diceratiidae, famille de poissons abyssaux actuels de l'ordre des Lophiiformes.
Le nom de genre Diceras de l'espèce Diceras arietina décrite par Lamarck en 1805,  a donné son nom à cette famille.